# Aleksiej Aleksandrow
Aleksiej Aleksandrow, ros. Алексей Александров (ur. 11 maja 1973) – białoruski szachista, arcymistrz od 1997 roku.

## Kariera szachowa
Pierwszy sukces na arenie międzynarodowej odniósł w roku 1991, dzieląc II miejsce (wraz z Konstantinem Sakajewem, za Władimirem Kramnikiem) w mistrzostwach świata juniorów do lat 18 w Guarapuavie. Rok później zdobył w Sas van Gent tytuł mistrza Europy juniorów do lat 20, natomiast w 1993 w mistrzostwach w tej samej kategorii wiekowej (w Vejen) zajął II m. (za Władysławem Borowikowem). Jeden z największych sukcesów w karierze odniósł w roku 2000, zdobywając w Saint-Vincent srebrny medal mistrzostw Europy seniorów. W latach 1996 i 2007 dwukrotnie zdobył tytuł indywidualnego mistrza Białorusi.
Odniósł wiele sukcesów w turniejach międzynarodowych, zwyciężając bądź dzieląc I miejsca m.in. w: Krakowie (1991/92, turniej Cracovia), Mikołajowie (1993, turniej strefowy), Sztokholmie (1995), Spasskoje (1996), Mińsku (1996), Gistrup (1996), Kstowie (1998), Sankt Petersburgu (2000), Bad Wörishofen (2001), Dubaju (2001), Moskwie (Aerofłot Open, w latach 2002 i 2003), Mińsku (2005), Saratowie (2007), Warszawie (2007, złoty medal mistrzostw Europy w szachach szybkich), Woroneżu (2008), Włodzimierzu nad Klaźmą (2008), Abu Zabi (2009), Bhubaneswarze (2010) oraz Mińsku (2014).
Czterokrotnie wystąpił w mistrzostwach świata systemem pucharowym:
- 1997 – awans do III rundy, w której przegrał z Zurabem Azmaiparaszwilim[4],
- 1999 – awans do II rundy, w której przegrał z Piotrem Swidlerem[5],
- 2000 – awans do III rundy, w której przegrał z Jewgienijem Bariejewem[6],
- 2004 – awans do II rundy, w której przegrał z Hikaru Nakamurą[7].

Wielokrotnie reprezentował Białoruś w turniejach drużynowych, m.in.:
- ośmiokrotnie na olimpiadach szachowych (w latach 1996, 1998, 2000, 2002, 2004, 2006, 2008, 2014); medalista: indywidualnie – (1998 – na III szachownicy)[8],
- czterokrotnie na drużynowych mistrzostwach Europy (w latach 1992, 1997, 1999, 2003)[9].

Najwyższy ranking w karierze osiągnął 1 stycznia 2004 r., z wynikiem 2679 punktów zajmował wówczas 24. miejsce na światowej liście FIDE, jednocześnie zajmując 1. miejsce wśród białoruskich szachistów.